# ارشد خانواده فرشو
ارشد خانواده فرشو (به فرانسوی: L'Aîné des Ferchaux‎) یک فیلم سینمایی فرانسوی به کارگردانی ژان-پیر ملویل که براساس رمانی به همین عنوان از ژرژ سیمنون، ساخته سال ۱۹۶۳ است.

## خلاصه داستان
چتربازی که تبدیل به بوکسوری آماتور شده‌است به عنوان منشی شخصی و محافظ یک بانکدار فاسد فرانسوی که تحت تعقیب مقامات فرانسه است می‌شود و…

## بازیگران
- ژان-پل بلموندو: میشل مودت
- شارل وانل: دیودونه فرشو
- میشل مرسیه: لو
- مالوینا سیلبربرگ: لینا، پاریسی
- استفانیا ساندرلی: آنجی، راننده اتومبیلرانی
- آندریکس: م. آندره ای

## اکران
این فیلم در سال ۱۹۶۳ در فرانسه منتشر شد.